# RS/6000

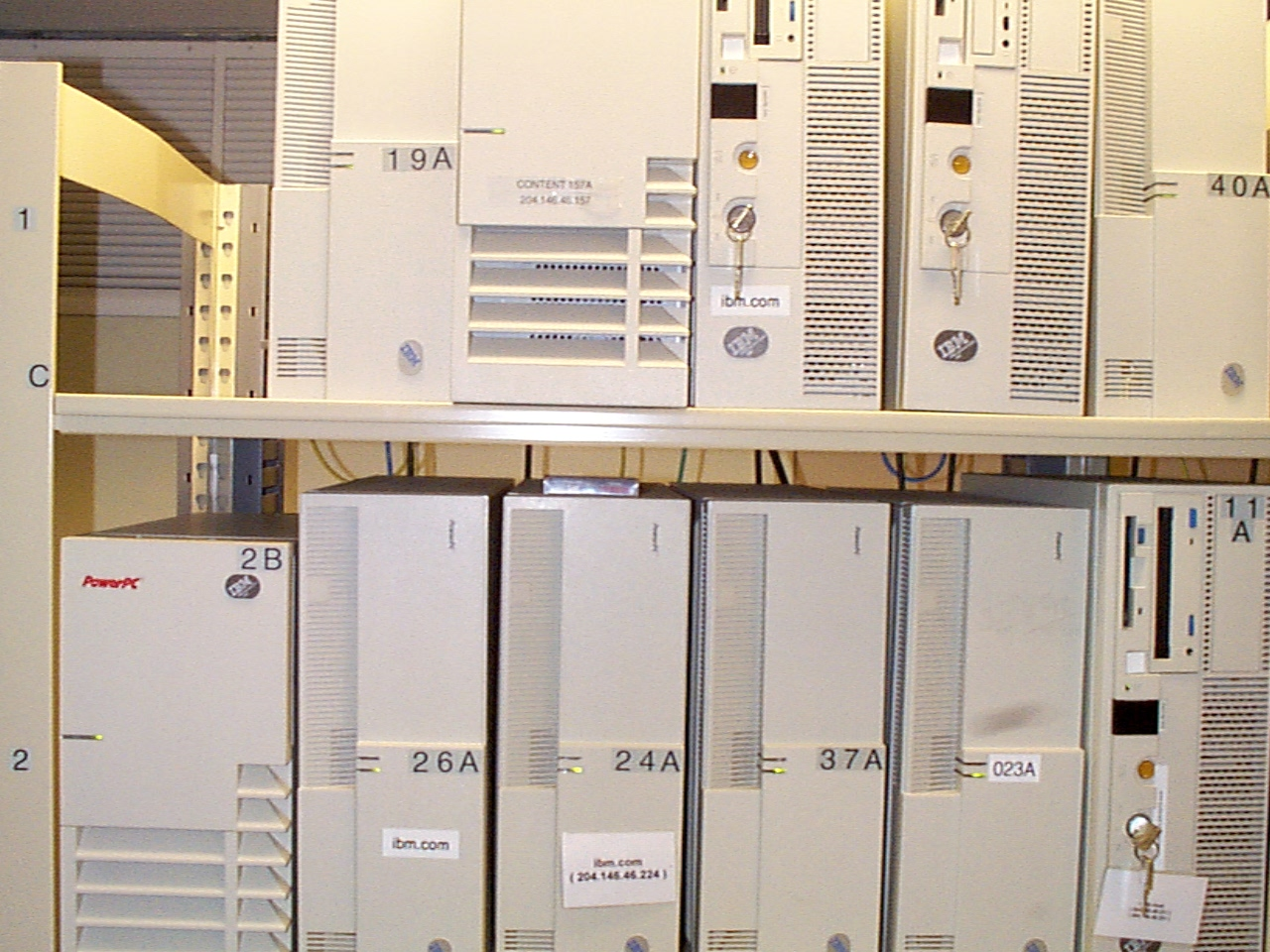
IBM RS6000 szerverek

A RISC System/6000, vagy röviden RS/6000 az IBM 1990-es évekbeli, RISC-processzoros szervereket, munkaállomásokat és szuperszámítógépeket is felvonultató, Unix operációs rendszert futtató számítógépcsaládja.
Az RS/6000-es sorozat váltotta fel az IBM RT számítógép-platformot 1990 februárjában és ennek a családnak a számítógépeiben alkalmazták először az IBM POWER és PowerPC mikroprocesszorait. Az RS/6000 sorozatot 2000 októberében átnevezték, új neve eServer pSeries lett.

## Történet
Az RS/6000-es rendszerek első generációi a Micro Channel busztechnológiát használták, a későbbi modellekben azonban a PCI busz használata terjedt el.
Egyes késői modellek a szabványosított PReP és CHRP platformokat használták, melyek az Apple és Motorola az Open Firmware-rel együttes közös fejlesztései. A cél az volt, hogy lehetővé tegyék több operációs rendszer, közöttük a Windows NT, NetWare, OS/2, Solaris, Taligent, AIX és Mac OS használatát, de végül csak az IBM saját UNIX-verziója, az AIX maradt használatban és támogatta az RS/6000-es rendszereket. A Linux operációs rendszert is széles körben használják a CHRP-alapú RS/6000-eseken, de a Linuxban az RS/6000-es támogatása csak kb. 2000 óta jelent meg.
RS/6000 típusú számítógépek a POWERserver szerverek, a POWERstation munkaállomások és az IBM Scalable POWERparallel szuperszámítógép-platform. Bár a sorozatba tartozó gépek többsége asztali, torony- vagy keretbe szerelt kiépítésű, akadt közöttük laptop modell is, ez volt a Model 860-as.
Számos híres számítógép tartozik az RS/6000-esek közé, ilyen pl. a P2SC-alapú Deep Blue korai szuper- illetve sakkszámítógép amely 1997-ben legyőzte Garri Kaszparov sakkvilágbajnokot, és a POWER3-alapú ASCI White, amely a világ leggyorsabb számítógépe volt a 2000–2002-es időszakban.

## Modellek
Néhány modellt RS/6000 POWERstation és POWERserver márkanévvel forgalmaztak. A táblázatban a modellek típusonkénti csoportokban vannak felsorolva.

### Type 7006
| Modell    | CPU         | MHz | L2/L3 cache   | memória     | ház     | megjelent  | megszűnt   |
| --------- | ----------- | --- | ------------- | ----------- | ------- | ---------- | ---------- |
| Model 41T | PowerPC 601 | 80  | 0 vagy 512 KB | 16–256 MB   | asztali | 1994-06-03 | 1997-01-10 |
| Model 41W | PowerPC 601 | 80  | 0 vagy 512 KB | 16–256 MB   | asztali | 1994-06-03 | 1997-07-18 |
| Model 42T | PowerPC 604 | 120 | 0 vagy 512 KB | max. 256 MB | asztali | 1995-06-19 | 1997-09-24 |
| Model 42W | PowerPC 604 | 120 | 0 vagy 512 KB | max. 256 MB | asztali | 1995-06-19 | 1997-09-24 |

### Type 7007
| Modell    | CPU         | MHz | L2/L3 cache | memória  | ház      | megjelent  | megszűnt |
| --------- | ----------- | --- | ----------- | -------- | -------- | ---------- | -------- |
| Model N40 | PowerPC 601 | 50  | ?           | 16-64 MB | notebook | 1994-03-08 | ?        |

A "Model 40" egy PowerPC-alapú laptop volt, a Tadpole Technology fejlesztette és gyártotta az IBM számára. 1994. márc. 25-től volt kapható 12 000 dolláros áron. A gép belső akkumulátora mindössze 45 perces működést tett lehetővé, emiatt egy külső akkumulátorcsomagot is lehetett kapni hozzá.

### Type 7008
| Modell    | CPU    | MHz | L2/L3 cache | memória  | ház | megjelent  | megszűnt |
| --------- | ------ | --- | ----------- | -------- | --- | ---------- | -------- |
| Model M20 | POWER1 | 33  | nincs       | 16–64 MB | ?   | 1993-02-02 | ?        |
| Model M2A | POWER1 | 33  | nincs       | ?        | ?   | ?          | ?        |

Ezeket a munkaállomásokat reklámozták PowerStation néven.

### Type 7009
| Modell    | CPU         | MHz | L2/L3 cache | memória | ház     | megjelent   | megszűnt   |
| --------- | ----------- | --- | ----------- | ------- | ------- | ----------- | ---------- |
| Model C10 | PowerPC 601 | 80  | 0 vagy 1 MB | 16–256  | asztali | 1994 június | 1997-07-18 |
| Model C1L | ?           | ?   | ?           | ?       | ?       | ?           | ?          |
| Model C20 | PowerPC 604 | 120 | 1 MB        | ?       | asztali | 1995-06-19  | 1998-01-30 |

### Type 7010
| Modell    | CPU | MHz | L2/L3 cache | memória | ház | megjelent | megszűnt |
| --------- | --- | --- | ----------- | ------- | --- | --------- | -------- |
| Model 120 | ?   | ?   | ?           | ?       | ?   | ?         | ?        |
| Model 130 | ?   | ?   | ?           | ?       | ?   | ?         | ?        |
| Model 140 | ?   | ?   | ?           | ?       | ?   | ?         | ?        |
| Model 150 | ?   | ?   | ?           | ?       | ?   | ?         | ?        |
| Model 160 | ?   | ?   | ?           | ?       | ?   | ?         | ?        |

### Type 7011
| Modell    | CPU         | MHz   | L2/L3 cache | memória     | ház                          | megjelent  | megszűnt   |
| --------- | ----------- | ----- | ----------- | ----------- | ---------------------------- | ---------- | ---------- |
| Model 220 | RSC         | 33    | nincs       | ?           | vékony asztali               | 1992-01-21 | 1995-01-06 |
| Model 22G | ?           | ?     | ?           | ?           | ?                            | ?          | ?          |
| Model 22W | POWER1      | 33    | nincs       | max. 64 MB  | ?                            | 1993-09-21 | 1996-10-25 |
| Model 223 | ?           | ?     | ?           | max. 64 MB  | ?                            | ?          | ?          |
| Model 230 | RSC         | 45    | 128 KB L2   | ?           | ?                            | ?          | ?          |
| Model 23E | ?           | ?     | ?           | ?           | ?                            | ?          | ?          |
| Model 23S | POWER1      | 45    | nincs       | ?           | ?                            | ?          | ?          |
| Model 23T | POWER1      | 45    | nincs       | max. 64 MB  | ?                            | ?          | ?          |
| Model 23W | POWER1      | 45    | nincs       | max. 64 MB  | ?                            | ?          | ?          |
| Model 250 | PowerPC 601 | 66    | nincs       | 16–256 MB   | vékony asztali (pizzásdoboz) | 1993-09-21 | 1997-07-18 |
| Model 25E | ?           | ?     | ?           | ?           | ?                            | ?          | ?          |
| Model 25F | ?           | ?     | ?           | ?           | ?                            | ?          | ?          |
| Model 25S | PowerPC 601 | 66    | ?           | max. 256 MB | ?                            | 1993-09-21 | 1996-10-25 |
| Model 25T | PowerPC 601 | 66/80 | ?           | max. 256 MB | ?                            | ?          | ?          |
| Model 25W | PowerPC 601 | 66/80 | ?           | max. 256 MB | ?                            | ?          | ?          |

### Type 7012
| Modell    | CPU                    | MHz  | L2/L3 cache | memória     | ház     | megjelent   | megszűnt   |
| --------- | ---------------------- | ---- | ----------- | ----------- | ------- | ----------- | ---------- |
| Model 320 | POWER1                 | 20   | nincs       | 8–32 MB     | asztali | 1990-02-15  | 1992-10-28 |
| Model 32E | ?                      | ?    | ?           | ?           | ?       | ?           | ?          |
| Model 32H | POWER1                 | 25   | nincs       | max. 128 MB | ?       | 1991-03-12  | 1994-10-26 |
| Model 340 | POWER1                 | 33   | nincs       | max. 256 MB | ?       | 1992-01-21  | 1994-11-04 |
| Model 34H | POWER1                 | 41,6 | nincs       | max. 256 MB | ?       | 1993-07-13  | 1994-10-26 |
| Model 34L | ?                      | ?    | ?           | ?           | ?       | ?           | ?          |
| Model 34R | ?                      | ?    | ?           | ?           | ?       | ?           | ?          |
| Model 350 | POWER1                 | 41   | nincs       | max. 128 MB | ?       | 1992-01-21  | 1993-08-18 |
| Model 355 | POWER1                 | 41   | nincs       | ?           | ?       | ?           | ?          |
| Model 35R | ?                      | ?    | ?           | ?           | ?       | ?           | ?          |
| Model 360 | POWER1                 | 50   | nincs       | max. 256 MB | ?       | 1993-02-02  | 1994-11-04 |
| Model 365 | POWER1                 | 50   | nincs       | max. 128 MB | asztali | 1993-02-02  | 1994-10-26 |
| Model 36T | POWER1                 | 50   | nincs       | max. 256 MB | ?       | ?           | ?          |
| Model 370 | POWER1                 | 50   | nincs       | max. 256 MB | ?       | 1993-02-02  | 1996-05-20 |
| Model 375 | POWER1++               | 62,5 | nincs       | max. 128 MB | ?       | ?           | ?          |
| Model 37T | POWER1++               | 62,5 | nincs       | max. 256 MB | ?       | ?           | ?          |
| Model 380 | POWER2                 | 59   | nincs       | 32–512 MB   | ?       | 1994-05-24  | 1996-05-20 |
| Model 390 | POWER2+                | 67   | 1 MB        | ?           | ?       | 1994 június | ?          |
| Model 397 | P2SC                   | 160  | ?           | 128–1024 MB | ?       | ?           | ?          |
| Model 39H | POWER2                 | 67   | ?           | ?           | ?       | ?           | ?          |
| Model 39T | ?                      | ?    | ?           | ?           | ?       | ?           | ?          |
| Model G02 | ?                      | ?    | ?           | ?           | ?       | ?           | ?          |
| Model G30 | PowerPC 601 (1 vagy 2) | 75   | ?           | ?           | ?       | ?           | ?          |
| Model G40 | PowerPC 604 (2 vagy 4) | 112  | ?           | ?           | ?       | ?           | ?          |

A 380 és 390 modellek megegyeznek a 3AT és 3BT munkaállomásokkal.

### Type 7013
| Modell    | CPU                | MHz  | L2/L3 cache | memória                | ház      | megjelent  | megszűnt   |
| --------- | ------------------ | ---- | ----------- | ---------------------- | -------- | ---------- | ---------- |
| Model 520 | POWER1             | 20   | nincs       | 8–128 MB               | deskside | 1990-02-15 | 1992-04-21 |
| Model 52E | ?                  | ?    | ?           | ?                      | ?        | ?          | ?          |
| Model 52H | POWER1             | 25   | nincs       | max. 512 MB            | deskside | ?          | ?          |
| Model 530 | POWER1             | 25   | nincs       | 16–128 MB              | deskside | 1990-02-15 | 1992-01-02 |
| Model 53H | POWER1             | 33   | nincs       | 32–512 MB HD3 (33 MHz) | ?        | ?          | ?          |
| Model 53E | u.a.m. 53H         | u.a. | u.a.        | u.a.                   | u.a.     | 1992-01-21 | ?          |
| Model 540 | POWER1             | 30   | nincs       | 64–256 MB              | deskside | 1990-02-15 | 1992-01-02 |
| Model 550 | POWER1             | 41   | nincs       | ?                      | deskside | 1990-10-30 | 1993-08-18 |
| Model 55E | ?                  | ?    | ?           | ?                      | ?        | ?          | ?          |
| Model 55L | POWER1             | 41,6 | nincs       | max. 256 MB            | deskside | ?          | ?          |
| Model 55S | ?                  | ?    | ?           | ?                      | ?        | ?          | ?          |
| Model 560 | POWER1             | 50   | nincs       | max. 1 GB              | deskside | 1992-01-21 | 1993-12-21 |
| Model 56F | ?                  | ?    | ?           | ?                      | ?        | ?          | ?          |
| Model 570 | POWER1             | 50   | nincs       | max. 1 GB              | deskside | ?          | ?          |
| Model 571 | ?                  | ?    | ?           | ?                      | ?        | ?          | ?          |
| Model 57F | ?                  | ?    | ?           | ?                      | ?        | ?          | ?          |
| Model 57L | ?                  | ?    | ?           | ?                      | ?        | ?          | ?          |
| Model 580 | POWER1++           | 62,5 | nincs       | 64 MB–1 GB             | deskside | 1992-09-22 | 1996-05-20 |
| Model 58F | u.a.m. 580         | u.a. | u.a.        | u.a.                   | u.a.     | 1992-11-27 | ?          |
| Model 58H | POWER2             | 55,6 | nincs       | 64 MB–2 GB             | deskside | ?          | ?          |
| Model 590 | POWER2             | 66,7 | nincs       | 64 MB–2 GB             | deskside | 1993-09-21 | 1997-09-24 |
| Model 591 | POWER2             | 77   | nincs       | 64 MB–2 GB             | deskside | 1995-07-25 | 1997-07-18 |
| Model 595 | P2SC               | 135  | nincs       | 64 MB–2 GB             | deskside | 1996-10-08 | 1999-01-08 |
| Model 59H | POWER2+            | 66,7 | 1 MB        | 64 MB–2 GB             | deskside | 1994-06-?? | ?          |
| Model J01 | ?                  | ?    | ?           | ?                      | ?        | ?          | ?          |
| Model J30 | ?                  | ?    | ?           | ?                      | ?        | ?          | ?          |
| Model J40 | PowerPC 604 (2–8)  | 112  | 1 MB        | 128MB–2GB              | deskside | 1996-08-30 | 1998-01-08 |
| Model J50 | PowerPC 604e (2–8) | 200  | ?           | ?                      | ?        | 1997-04-03 | 1999-01-08 |

### Type 7015
| Modell    | CPU                | MHz  | L2/L3 cache | memória     | ház               | megjelent  | megszűnt   |
| --------- | ------------------ | ---- | ----------- | ----------- | ----------------- | ---------- | ---------- |
| Model 920 | ?                  | ?    | ?           | ?           | ?                 | ?          | ?          |
| Model 930 | POWER1             | 25   | nincs       | 16–128 MB   | fiók              | ?          | ?          |
| Model 950 | ?                  | ?    | ?           | max. 512 MB | fiók              | 1991-05-07 | 1993-12-21 |
| Model 95E | ?                  | ?    | ?           | ?           | ?                 | ?          | ?          |
| Model 960 | ?                  | ?    | ?           | ?           | ?                 | ?          | ?          |
| Model 970 | ?                  | ?    | ?           | max. 1 GB   | fiók              | ?          | ?          |
| Model 97B | ?                  | ?    | ?           | ?           | ?                 | ?          | ?          |
| Model 97E | ?                  | ?    | ?           | ?           | ?                 | ?          | ?          |
| Model 97F | ?                  | ?    | ?           | ?           | ?                 | ?          | ?          |
| Model 980 | POWER1++           | 62,5 | nincs       | max. 1 GB   | fiók              | ?          | ?          |
| Model 98B | ?                  | ?    | ?           | ?           | ?                 | ?          | ?          |
| Model 98E | ?                  | ?    | ?           | ?           | ?                 | ?          | ?          |
| Model 98F | ?                  | ?    | ?           | ?           | ?                 | ?          | ?          |
| Model 990 | POWER2             | 71,5 | nincs       | 128 MB–2 GB | fiók              | ?          | ?          |
| Model 99E | ?                  | ?    | ?           | ?           | ?                 | ?          | ?          |
| Model 99F | ?                  | ?    | ?           | ?           | ?                 | ?          | ?          |
| Model 99J | ?                  | ?    | ?           | ?           | ?                 | ?          | ?          |
| Model 99K | ?                  | ?    | ?           | ?           | ?                 | ?          | ?          |
| Model R00 | ?                  | ?    | ?           | ?           | ?                 | ?          | ?          |
| Model R10 | POWER1             | 50   | nincs       | 128 MB–1 GB | fiókba szerelt    | 1994-06-?? | ?          |
| Model R20 | POWER2+            | 66   | 1 MB        | 128 MB–2 GB | fiókba szerelt    | 1994-06-?? | ?          |
| Model R21 | ?                  | ?    | ?           | ?           | ?                 | ?          | ?          |
| Model R24 | POWER2+            | 71,5 | 2 MB        | 128–2 GB    | fiókba szerelt    | 1994-06-?? | ?          |
| Model R30 | ?                  | ?    | ?           | ?           | ?                 | ?          | ?          |
| Model R40 | ?                  | ?    | ?           | ?           | ?                 | ?          | ?          |
| Model R4U | ?                  | ?    | ?           | ?           | ?                 | ?          | ?          |
| Model R50 | PowerPC 604e (2–8) | 200  | ?           | max. 4 GB   | 6U fiókba szerelt | 1997-04-15 | 2000-08-15 |
| Model R5U | ?                  | ?    | ?           | ?           | ?                 | ?          | ?          |

### Type 7016
| Modell    | CPU    | MHz | L2/L3 cache | memória   | ház      | megjelent | megszűnt |
| --------- | ------ | --- | ----------- | --------- | -------- | --------- | -------- |
| Model 730 | POWER1 | 2   | nincs       | 16–128 MB | deskside | ?         | ?        |
| Model 731 | ?      | ?   | ?           | ?         | ?        | ?         | ?        |

### Type 7017
| Modell | CPU      | # of CPUs    | MHz | L2/L3 cache | memória | ház     | megjelent  | megszűnt   |
| ------ | -------- | ------------ | --- | ----------- | ------- | ------- | ---------- | ---------- |
| S70    | RS64     | 4, 8 vagy 12 | 125 | ?           | ?       | ?       | 1997-10-31 | 1999-12-13 |
| S70    | RS64-II  | 4, 8 vagy 12 | 262 | ?           | ?       | ?       | ?          | 1999-12-13 |
| S7A    | RS64-II  | 4–12         | 262 | ?           | ?       | ?       | 1998-10-23 | 2000-12-01 |
| S80    | RS64-III | 6–24         | 450 | 8 MB L2     | 2–64 GB | 2+ fiók | 1999-09-24 | 2001-08-31 |

### Type 7020
| Modell    | CPU         | MHz | L2/L3 cache | memória | ház     | megjelent  | megszűnt   |
| --------- | ----------- | --- | ----------- | ------- | ------- | ---------- | ---------- |
| Model 0U0 | PowerPC 601 | 66  | ?           | ?       | ?       | 1994-10-04 | 1996-01-19 |
| Model 40P | PowerPC 601 | 66  | ?           | ?       | asztali | ?          | ?          |
| Model B1B | ?           | ?   | ?           | ?       | ?       | ?          | ?          |
| Model B1C | ?           | ?   | ?           | ?       | ?       | ?          | ?          |
| Model D1D | ?           | ?   | ?           | ?       | ?       | ?          | ?          |
| Model D2D | ?           | ?   | ?           | ?       | ?       | ?          | ?          |
| Model D4E | ?           | ?   | ?           | ?       | ?       | ?          | ?          |
| Model SPE | ?           | ?   | ?           | ?       | ?       | ?          | ?          |

### Type 7024
| Modell    | CPU          | MHz | L2/L3 cache | memória    | ház      | megjelent  | megszűnt |
| --------- | ------------ | --- | ----------- | ---------- | -------- | ---------- | -------- |
| Model E20 | ?            | ?   | ?           | ?          | deskside | ?          | ?        |
| Model E20 | PowerPC 604e | 233 | ?           | ?          | deskside | 1997-04-?? | ?        |
| Model E30 | PowerPC 604  | 166 | ?           | 64–1024 MB | deskside | ?          | ?        |
| Model E30 | PowerPC 604e | 233 | ?           | 64–1024 MB | deskside | 1997-04-?? | ?        |

### Type 7025
| Modell    | CPU               | MHz     | L2/L3 cache  | memória       | ház      | megjelent  | megszűnt   |
| --------- | ----------------- | ------- | ------------ | ------------- | -------- | ---------- | ---------- |
| Model F30 | PowerPC 604       | 133     | ?            | ?             | torony   | 1996-02-?? | ?          |
| Model F40 | PowerPC 604e (2)  | 166     | ?            | ?             | ?        | 1996-10-?? | ?          |
| Model F50 | PowerPC 604       | 332     | ?            | ?             | torony   | 1997-04-25 | 2001-07-17 |
| Model F80 | RS64-III (max. 6) | 450/500 | 2/4 MB (SMP) | 8/16 GB (SMP) | deskside | 2000-05-08 | ?          |
| Model F85 | ?                 | ?       | ?            | ?             | ?        | ?          | ?          |

### Type 7026

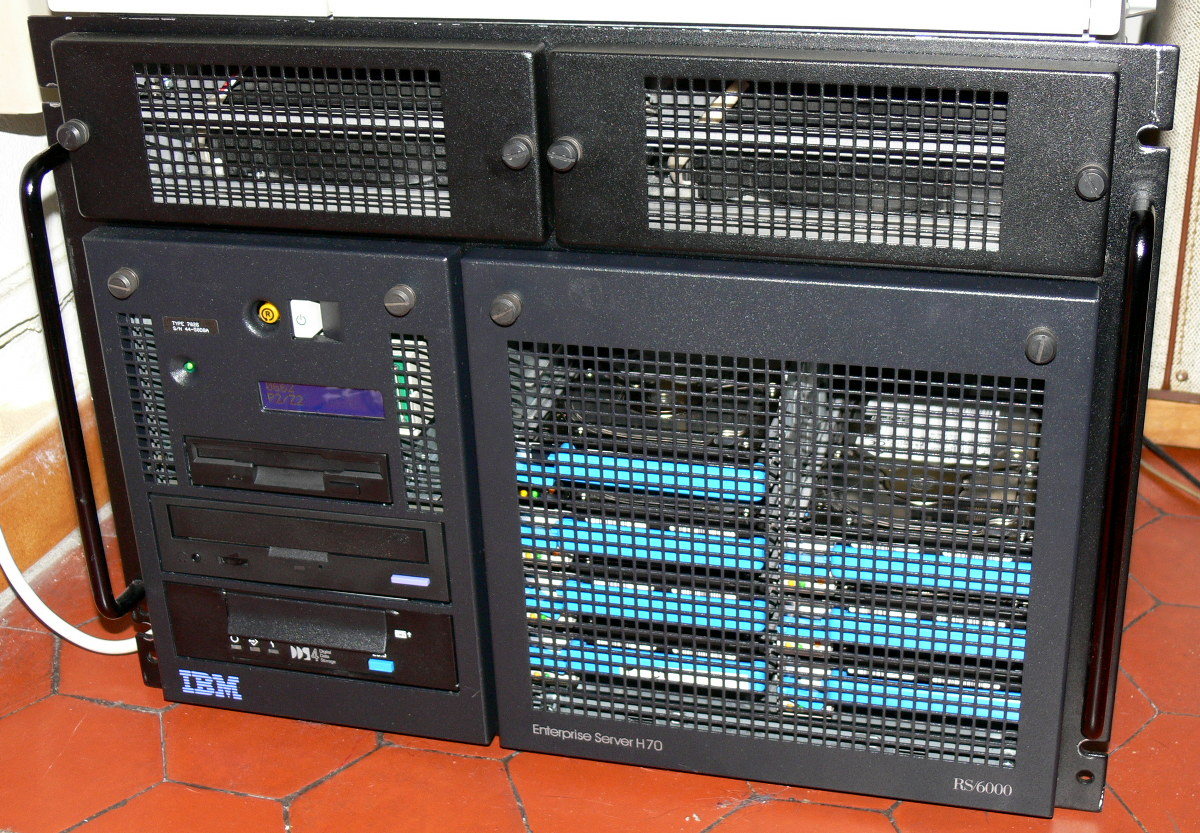
Egy H70 Enterprise Server fiók, 2001

| Modell    | CPU              | MHz     | L2/L3 cache | memória   | ház  | megjelent  | megszűnt   |
| --------- | ---------------- | ------- | ----------- | --------- | ---- | ---------- | ---------- |
| Model H10 | ?                | ?       | ?           | ?         | ?    | ?          | ?          |
| Model H50 | PowerPC 604e     | 332 MHz | ?           | max. 3GB  | fiók | ?          | ?          |
| Model H70 | RS64-II (max. 4) | 340 MHz | ?           | max. 8 GB | fiók | 1999-04-23 | 2001-07-17 |
| Model H80 | RS64-III         | 450 MHz | ?           | ?         | fiók | ?          | ?          |
| Model M80 | ?                | ?       | ?           | ?         | ?    | ?          | ?          |

### Type 7027
| Modell    | CPU | MHz | L2/L3 cache | memória | ház | megjelent | megszűnt |
| --------- | --- | --- | ----------- | ------- | --- | --------- | -------- |
| Model HSD | ?   | ?   | ?           | ?       | ?   | ?         | ?        |

### Type 7030
| Modell    | CPU     | MHz | L2/L3 cache | memória   | ház     | megjelent    | megszűnt |
| --------- | ------- | --- | ----------- | --------- | ------- | ------------ | -------- |
| Model 355 | ?       | ?   | ?           | ?         | ?       | ?            | ?        |
| Model 375 | ?       | ?   | ?           | ?         | ?       | ?            | ?        |
| Model 37T | ?       | ?   | ?           | ?         | ?       | ?            | ?        |
| Model 397 | P2SC    | 160 | ?           | ?         | ?       | ?            | ?        |
| Model 3AT | POWER2  | 59  | nincs       | 32–512 MB | asztali | 1994. június | ?        |
| Model 3BT | POWER2+ | 67  | 1 MB        | ?         | asztali | 1994. június | ?        |
| Model 3CT | POWER2  | 67  | None/2MB    | 64–512MB  | asztali | ?            | ?        |

### Type 7043
| Modell        | CPU                     | MHz             | L2/L3 cache                       | memória     | ház      | megjelent | megszűnt |
| ------------- | ----------------------- | --------------- | --------------------------------- | ----------- | -------- | --------- | -------- |
| Model 43P-140 | PowerPC 604e            | 166/200/233/332 | 1 MB                              | 32–768 MB   | deskside | 1996      | 2000     |
| Model 43P-150 | PowerPC 604e            | 250/375         | 1 MB                              | 64–1024 MB  | deskside | 1999      | 2003     |
| Model 43P-240 | PowerPC 604e (1 vagy 2) | 166/233         | (1 vagy 2)x 512k /(1 vagy 2)x 1MB | 64–1024 MB  | deskside | 1996      | 1999     |
| Model 43P-260 | POWER3 (1 vagy 2)       | 200             | 4 MB L2 mindegyik CPU-ban         | 128 MB–4 GB | deskside | ?         | ?        |
| Model 43P-270 | ?                       | ?               | ?                                 | ?           | ?        | ?         | ?        |

### Type 7044

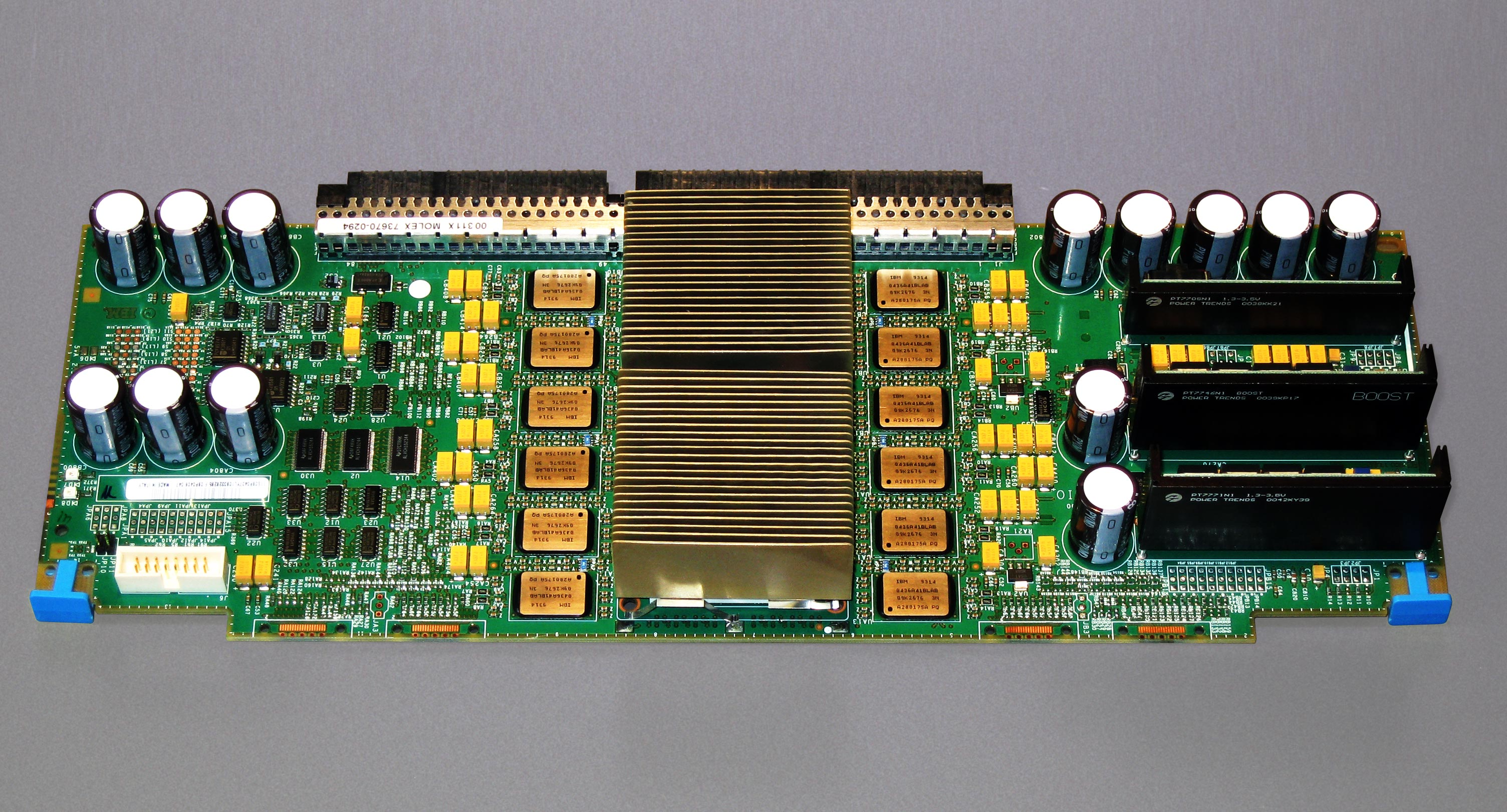
Két 375 MHz-es IBM POWER3-II processzor egy 44P-270 RS/6000-es CPU modulon

| Modell        | CPU                | MHz         | L2/L3 cache | memória      | ház      | megjelent | megszűnt |
| ------------- | ------------------ | ----------- | ----------- | ------------ | -------- | --------- | -------- |
| Model 44P-170 | POWER3-II          | 333/400/450 | 1/4/8 MB L2 | 256 MB–2 GB  | deskside | ?         | ?        |
| Model 44P-270 | POWER3-II (max. 4) | 375/450     | ?           | 256 MB–16 GB | deskside | ?         | ?        |

### Type 7046
| Modell    | CPU          | MHz | L2/L3 cache | memória            | ház               | megjelent | megszűnt |
| --------- | ------------ | --- | ----------- | ------------------ | ----------------- | --------- | -------- |
| Model B50 | PowerPC 604e | 375 | 1 MB        | max. 1 GB ECC DIMM | 2U fiókba szerelt | 1999      | 2003     |

### Type 7248
| Modell        | CPU         | MHz | L2/L3 cache | memória | ház     | megjelent | megszűnt |
| ------------- | ----------- | --- | ----------- | ------- | ------- | --------- | -------- |
| Model 43P-100 | PowerPC 604 | 100 | 256 kB L2   | ?       | asztali | ?         | ?        |
| Model 43P-120 | PowerPC 604 | 120 | ?           | ?       | ?       | ?         | ?        |
| Model 43P-132 | PowerPC 604 | 132 | ?           | ?       | ?       | ?         | ?        |

### Type 7249
| Modell    | CPU          | MHz | L2/L3 cache | memória  | ház      | megjelent | megszűnt |
| --------- | ------------ | --- | ----------- | -------- | -------- | --------- | -------- |
| Model 860 | PowerPC 603e | 166 | ?           | 32–96 MB | notebook | 1996-10   | ?        |